# Uwe Beyer
Uwe Beyer (14. dubna 1945 – 15. dubna 1993) byl německý atlet specializující se na hod kladivem, mistr Evropy z roku 1971.
Třikrát startoval na olympiádě – největšího úspěchu dosáhl při své premiéře v roce 1964, když získal bronzovou medaili. V roce 1966 skončil v soutěži kladivářů na evropském šampionátu v Budapešti rovněž třetí. V Helsinkách v roce 1971 zvítězil. Ze stejné sezóny a stejného stadionu pochází i jeho osobní rekord 74,90 m.
Pro svoji urostlou postavu byl obsazen do role Siegfrieda ve filmu Nibelungové, který v letech 1966 až 1967 natočil Harald Reinl (postavu namluvil Thomas Danneberg). Vystupoval také v televizní soutěži Dalli Dalli. Po ukončení závodní činnosti vedl obchod se sportovními potřebami v Mohuči. Zemřel na infarkt myokardu na dovolené v Turecku. Jeho předčasná smrt byla dávána do souvislosti s užíváním anabolických steroidů, k němuž se Beyer po ukončení sportovní kariéry přiznal.